# ミルク・ワディ
ミルク・ワディ（Waddi el Milk）は、アフリカ大陸北東部を流れるナイル川に、左岸側から合流する主要な涸れ川の1つである。やや転訛した日本語の読みに基づいて、片仮名転記ではミルク・ワジなどと表記される場合もある。なお、このような主要な涸れ川として、付近では「黄ナイル」の異名も有するWadi Howarが知られる。

## 地理

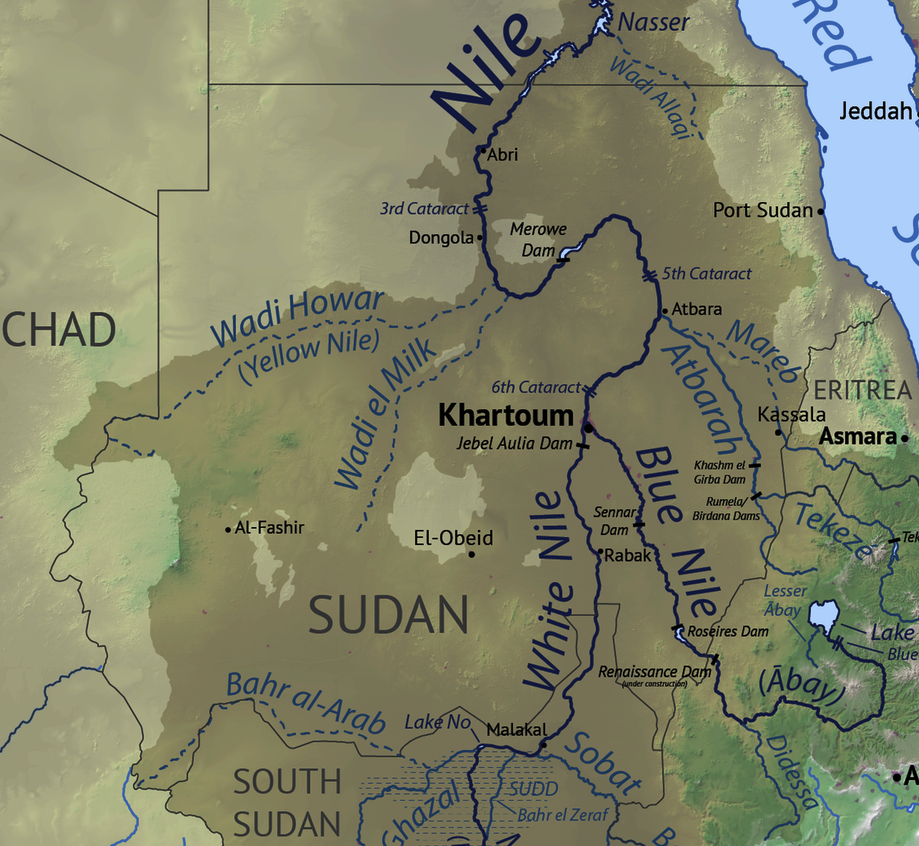
スーダンの主要な河川の流路図。地図の中央部の「Waddi el Milk」と書かれている破線が流路である。ただし普段は、地表を水が流れていない。

スーダン領内では白ナイル川が左岸側から、青ナイル川が右岸側から合流して、ここからナイル川が始める。そこから概ね北流していたナイル川が、一旦南流して、それから再び北流する。ちょうど、この再び北流を開始する付近に、ミルク・ワディはナイル川へと合流してくる。ミルク・ワディの源流とされるのは、北コルドファン州に属する町の1つのUmm Badr付近である。そこからのミルク・ワディの流路は概ね北東方向であり、その全長は約560 kmである。2011年に南スーダンが分離独立したものの、ミルク・ワディの全長は未だにスーダン領内に属する。

## スーダンの気候
スーダン国内の気候は概ね、南部の方が降水量が多く、北部は砂漠気候であって、乾燥しているという傾向にある。さらに、スーダンの中部は比較的乾燥しているものの、雨季には降水が見られる。なお、ミルク・ワディの源流は、スーダンの中部に当たる。